# Semyon Alesker
Semyon Alesker (hébreu : סמיון אלסקר, né en 1972) est un mathématicien israélien qui a apporté des contributions importantes à la géométrie convexe (en) et à la géométrie intégrale, en particulier les valuations.

## Formation et carrière
Alesker a obtenu son doctorat à l'Université de Tel Aviv sous la direction de Vitali Milman en 1999 et est maintenant professeur à l'université.

## Travaux
Alesker s'est particulièrement intéressé aux valuations d'ensembles convexes, c'est-à-dire définis sur ces fonctionnelles additives, qui généralisent les mesures. Les racines de la théorie résident dans les tentatives (depuis Max Dehn) de résoudre le troisième des Problèmes de Hilbert sur l'égalité de décomposition des polyèdres. Il a étendu la théorie d'Hugo Hadwiger (1957) pour la caractérisation des volumes intrinsèques (valuations constantes invariantes sous mouvements rigides) d'une part à l'égard de l'invariance en translation pure et d'autre part à l'égard de l'invariance en rotation pure. Il a approximé les valuations continues invariantes par rotation par des valuations polynomiales, qu'il a caractérisées à l'aide de méthodes de la théorie des représentations d groupe orthogonal. Pour les valuations continues invariantes en translation (que Hadwiger a caractérisées pour les dimensions 1, 2), il a prouvé en 2001 une conjecture de Peter McMullen (de) selon laquelle les volumes mixtes se trouvent densément dans l'espace des valuations continues invariantes en translation (ou, en d'autres termes, cette valuation invariante en translation les valorisations continues peuvent être représentées par des combinaisons linéaires de volumes mixtes). Alesker a également défini de nouvelles opérations pour les valuations, les produits  et les transformées de Fourier et de Radon pour les valuations continues invariantes en translation. Dans une série d'articles, il a également introduit une théorie des valuations sur les variétés (au lieu des ensembles convexes comme d'habitude).

## Prix et distinctions
En 2004, il a reçu le prix Erdős et en 2000 le prix de la Société mathématique européenne. En 2002, il a été conférencier invité au Congrès international des mathématiciens (ICM) à Pékin (avec une conférence intitulée « Algebraic structures on valuations, their properties and applications »).